# Gwenddydd

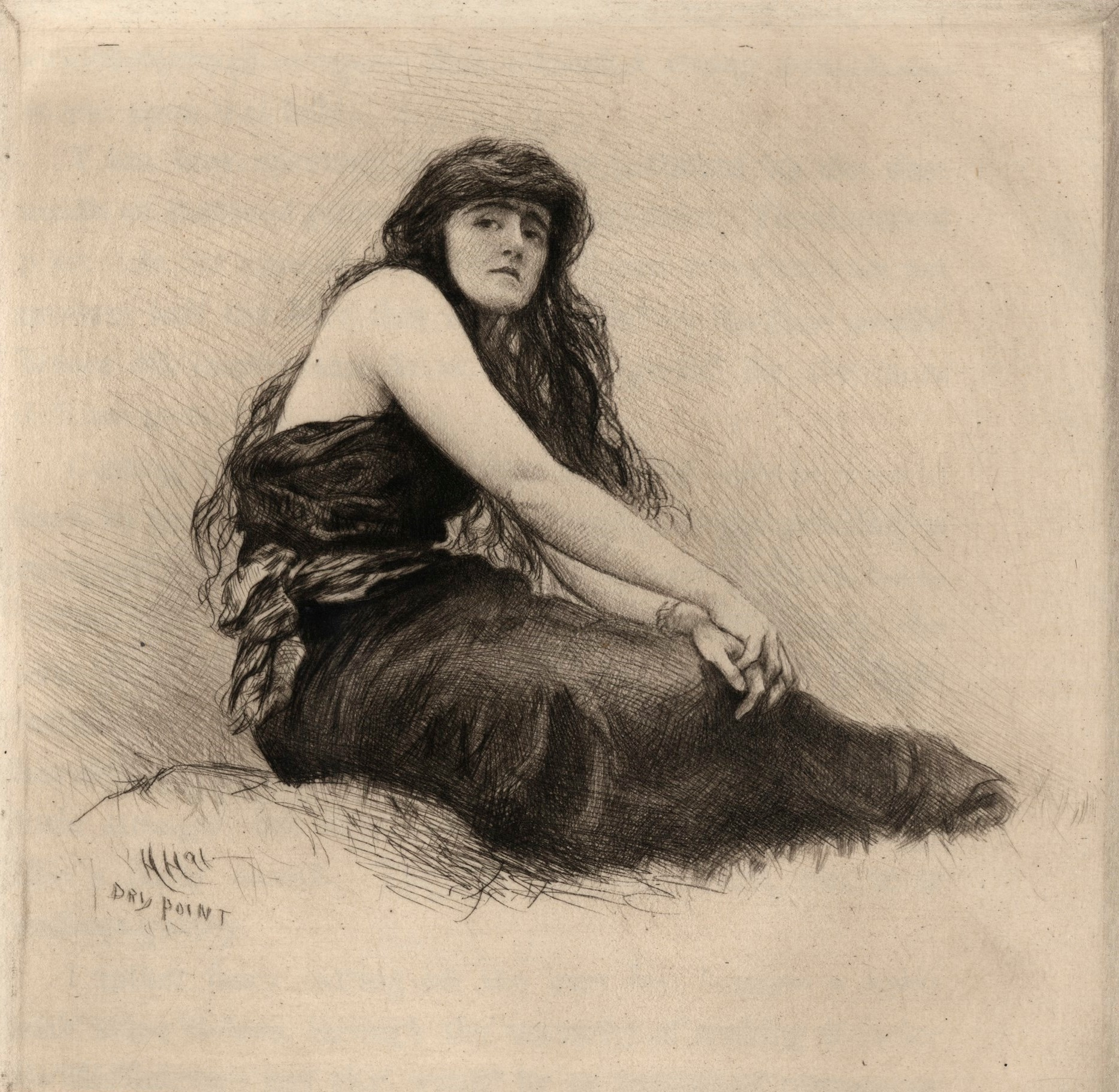
Gwenddydd (1891), grabado a punta seca de Sir Hubert von Herkomer

Gwenddydd, también conocida como Gwendydd o Ganieda, es un personaje de la mitología galesa. Aparece por primera vez en poemas galeses como el Diálogo de Myrddin y Gwenddydd y en la Vita Merlini de Godofredo de Monmouth, del siglo XII, donde se la representa como una figura en el Viejo Norte de Britania, la hermana de Myrddin o Merlín, y una profeta por derecho propio. Godofredo también la convierte en la esposa del rey del norte Rhydderch Hael. Fue recordada en las tradiciones galesas registradas en el siglo XVI por Elis Gruffydd, e incluso en fechas tan tardías como el siglo XVIII. Desde finales del siglo XIX ha aparecido ocasionalmente como la hermana o amante de Merlín en la ficción, poesía y teatro artúricos de escritores como Laurence Binyon, John Cowper Powys, John Arden, Margaretta D'Arcy y Stephen R. Lawhead.

## Mitología galesa
Gwenddydd aparece por primera vez en la literatura como un personaje de los primeros poemas galeses que se asociaron con el poeta y guerrero Myrddin Wyllt y en los versos de Godofredo de Monmouth en su Vita Merlini. La relación entre estos poemas es controvertida.
Los poemas Afallennau ("Los manzanos") y Oianau, o Hoianau ("Los saludos"), incluyen las profecías de un hombre salvaje en algún lugar del Viejo Norte (sur de Escocia y norte de Inglaterra); no se lo identifica en ninguno de los poemas, pero generaciones posteriores coincidieron en identificarlo, correctamente o no, con Myrddin. No se dice que Gwenddydd sea la hermana del hombre salvaje en Afallennau, y de hecho se ha argumentado que en la forma original de la leyenda ella era la amante hada de Myrddin. Sin embargo, se la menciona dos veces en el poema, y el poeta se queja de que

Ahora Gwenddydd no me ama y no me saluda;
He matado a su hijo y a su hija.

De manera similar, Oianau se refiere a ella en la frase "Gwenddydd no viene a mí".
El poema "La conversación de Myrddin y su hermana Gwenddydd" (Cyfoesi Myrddin a Gwenddydd ei Chwaer) establece su relación familiar y es único entre los poemas galeses de Myrddin al mostrar a Gwenddydd y su hermano en términos amistosos. Myrddin profetiza eventos políticos que culminan en su propia muerte y el fin del mundo, mientras que Gwenddydd, ella misma una vidente en este poema, lo interroga de manera respetuosa y se muestra preocupada por el bienestar de Myrddin. El poema termina con ellos encomendándose mutuamente al cielo.
"La canción difusa de Myrddin en la tumba" (Gwasgargedd Fyrddin yn y Bedd), otro poema vaticinatorio, ha sido visto como una secuela de Cyfoesi. En un pasaje de reminiscencia, Myrddin hace una oscura referencia a Gwenddydd:

Gwasawg, me contaron tu lamento a Gwenddydd
por los locos de la montaña en Aber Craf.

Finalmente, Peirian Faban ("Juventud al mando") contiene más profecías y menciona tanto a Myrddin como a Gwenddydd. Gwenddydd predice que

Myrddin vendrá, con gran propósito,
debido a la matanza de mis hermanos y Gwenddoleu.

## Vita Merlini
La Vita Merlini es un poema en latín de Godofredo de Monmouth, escrito probablemente en 1150 o 1151, que describe los acontecimientos de la vida de Myrddin, o como Godofredo lo llama, Merlinus. El poema comienza con Merlinus enloqueciendo después de una terrible batalla y huyendo a vivir como un hombre salvaje en el Bosque de Caledonia. Su hermana Ganieda y su esposo Rodarchus, rey de Cumbria, descubren su paradero y lo llevan de vuelta a su corte, donde tiene que ser encadenado para evitar que regrese a los bosques.
Cuando Merlinus ve una hoja en el cabello de Ganieda, se ríe, pero se niega a explicar su risa a menos que lo liberen. Una vez hecho esto, le dice a Rodarchus que la hoja se le metió en el pelo a Ganieda cuando estaba al aire libre con su amante. Ganieda entonces intenta desacreditar a Merlinus con un truco. Le presenta a un niño en tres ocasiones diferentes, vestido cada vez con un traje diferente para ocultar su identidad, y le pregunta a su hermano cada vez cómo morirá. La primera vez Merlinus dice que morirá al caerse de una roca, la segunda vez que morirá en un árbol y la tercera vez que morirá en un río. De este modo, Rodarchus queda convencido de que se puede engañar a Merlinus y de que no se puede confiar en su juicio. El auto luego explica que, años después, el niño se cayó de una roca, quedó atrapado en las ramas de un árbol que había debajo y, al quedar enredado allí boca abajo con la cabeza en un río, se ahogó.
Merlinus regresa al bosque, pero después de varias aventuras es capturado y llevado de vuelta a la corte de Rodarchus. Allí ve primero a un mendigo y luego a un joven que compra cuero para remendar sus zapatos, y se ríe de cada uno de ellos. Rodarchus nuevamente le ofrece a Merlinus su libertad si explica por qué se rio, y Merlinus responde que el mendigo estaba de pie sin saberlo sobre un tesoro enterrado y que el destino del joven era ahogarse antes de poder usar sus zapatos reparados. Cuando las palabras de Merlinus se confirman, Rodarchus lo deja ir.
De regreso en el bosque, Merlinus observa las estrellas en un observatorio que Ganieda ha construido para él y profetiza la historia futura de Britania hasta los reyes normandos. Rodarchus muere y Ganieda se lamenta por él. Ella y el visitante de Rodarchus, Taliesin, van al bosque a ver a Merlinus y conversan sobre diversos temas. Se decide que todos permanecerán juntos en el bosque, retirados del mundo secular. El poema termina con una profecía de Ganieda que detalla los acontecimientos del reinado de Esteban, y una renuncia por parte de Merlinus a su propio don profético en favor de ella.
Ganieda es, según el editor de la Vita, Basil Clarke, el personaje mejor desarrollado del poema, aparte del propio Merlinus, y se muestra como inteligente, práctica, ingeniosa y, algo inusual para un personaje femenino en la literatura medieval, profética. Su nombre y gran parte de su historia demuestran su identidad con la Gwenddydd de los poemas de Myrddin, pero su posición como esposa de Rodarchus y como la adúltera con la hoja en su cabello tiene analogías con el personaje de Languoreth en la historia galesa temprana de Lailoken. También se ha sugerido que la Ganieda de Godofredo puede estar inspirada en parte por el ejemplo de su contemporánea Cristina de Markyate, una dama anglosajona de buena cuna que escapó de un matrimonio arreglado para convertirse en ermitaña y clarividente.

## Tradiciones posteriores
La Crónica de las seis edades, escrita por el soldado de principios del siglo XV Elis Gruffydd, incluye una colección de historias tradicionales sobre Myrddin. En una sección, se cuenta que Myrddin se volvió loco en las tierras salvajes de Nant Conwy, en el norte de Gales, que profetizaba y que su hermana Gwenddydd le proporcionaba comida y bebida. Gwenddydd tiene cinco sueños en distintos momentos y, finalmente, acude a Myrddin y le pide que se los explique, lo que hace en un tono de crítica social que recuerda a Pedro el Labrador, de William Langland. Una versión algo ampliada del relato de los cinco sueños también aparece en un manuscrito de finales del siglo XVII escrito por Thomas ab Ieuan de Tre'r Bryn. Ambos parecen derivar de una versión transmitida oralmente que no puede fecharse, aunque parece ser bastante independiente de la Vita Merlini.
Un manuscrito fechado en torno a 1640, ahora ubicado entre los manuscritos adicionales de la Biblioteca Británica (Add MS 14973), incluye un texto en prosa conocido como Mabinogi profético de Merddin y Gwenddydd.
En el siglo XVIII, el poeta Lewis Morris registró un cuento popular de Anglesey en el que un joven, la joven que ama, una mujer de mediana edad y una viuda se disputan con quién de ellas debería casarse el joven, y consultan a Myrddin y a su hermana Gwenddydd para resolver el problema. Hay puntos de similitud que sugieren cierta relación con el relato de Elis Gruffydd sobre la locura de Myrddin.

## Literatura contemporánea
En 1870, el erudito escocés artúrico John Stuart-Glennie publicó La búsqueda de Merlín, el primero de un ciclo proyectado pero incompleto de cinco dramas titulados colectivamente El rey Arturo; o, El drama de la revolución. Ambientado durante el reinado de Vortigern, promueve el credo del autor de "la adoración a la naturaleza del paganismo y el sentimiento fraternal del cristianismo", encarnado en Merlín. Uno de sus personajes es Ganieda, quien le dice a su hermano que

toda la gente, Merlín, te busca
el vínculo de su nueva hermandad.

Merlín (1889) es una obra en verso del profesor John Veitch, con solo tres personajes: Merlín, "Gwendydd (El amanecer) - Su hermana gemela", y "Hwimleian (El resplandor) - Su primer amor". Gwendydd, en palabras de Veitch, "recuerda al culto a la naturaleza y a la poesía de ese tiempo"; ella redime a su hermano de la locura. Fue una de las fuentes del poema de Alfred Tennyson Merlin and the Gleam.
La primera parte de una obra inacabada de Laurence Binyon, La locura de Merlín, fue publicada póstumamente en 1947 en una edición de Gordon Bottomley. En esta obra en verso, basada en gran medida en la Vita Merlini, la Ganieda de Godofredo se divide en dos personajes: la hermana de Merlín, Gwyndyth, y la reina de Redderch, Langoreth. Sus actitudes hacia Merlín en su locura son contrastantes: Gwyndyth, paciente y reconfortante; Langoreth, exasperada por lo bien que lo están tratando.
El escritor John Cowper Powys utilizó a la Gwenddydd del poema galés Cyfoesi Myrddin a Gwenddydd como base para su Gwendydd, hermana de Myrddin, en su libro Porius (1951), una novela histórica ambientada en el año 499. Se la ha descrito como "uno de los personajes secundarios más memorables".
La isla de los poderosos es un drama épico en tres partes de John Arden y Margaretta D'Arcy, interpretado por primera vez, de forma truncada, en diciembre de 1972 por la Royal Shakespeare Company en el Aldwych Theatre de Londres. Gwenddydd, interpretada en la producción de la RSC por Heather Canning, no es en esta obra la hermana de Merlín sino su exesposa.
Merlín (1988), la segunda novela del Ciclo de Pendragón de Stephen R. Lawhead, presenta al personaje de Ganieda en un episodio como la amante del personaje principal en lugar de su hermana.
En la novela corta de 1995 Namer of Beasts, Maker of Souls, de Jessica Amanda Salmonson, Merlín tiene una hermana gemela llamada Ganicenda, descrita como "Sabiduría Divina, con su cabeza en el cielo y sus pies en el Sheol".
La novela en galés Gwenddydd [cy] (2010), del académico estadounidense Jerry Hunter, toma la historia de Gwenddydd y Myrddin de los primeros poemas galeses y de la Vita Merlini y la traslada a la Segunda Guerra Mundial, donde Myrddin se convierte en un soldado que sufre de TEPT y escapa de un hospital militar y se reúne con su hermana Gwen en el pueblo natal de la familia. El libro ganó la Medalla Ryddiaith en el Eisteddfod Nacional de Gales de 2010, y se lo ha calificado como "una importante contribución a la literatura de guerra en Gales".

## En el arte
En 1891, el artista nacido en Alemania y naturalizado británico Hubert von Herkomer, un Académico Real, produjo un grabado a punta seca de Gwenddydd. Su interés por el tema se confirmó en 1893 cuando eligió el mismo nombre para su última hija.
El bajorrelieve Taliésin et Ganiéda (1925), del escultor bretón Louis-Henri Nicot, forma parte del Monument néoceltique producido para la Exposición Internacional de Artes Decorativas e Industrias Modernas en París.